# Wolfgang Foerster
Pour les articles homonymes, voir Foerster.
Wolfgang Foerster, né le 4 août 1875 et mort le 14 octobre 1963, est un officier prussien ayant participé à la Première Guerre mondiale, puis un archiviste et un historien allemand principalement pendant l'entre-deux-guerres.

## Carrière militaire
Engagé en 1894 comme cadet dans l'armée prussienne, sa carrière est celle d'un officier attaché au Grand État-Major général. Il est capitaine en 1913.
Pendant la Première Guerre mondiale, il fait partie de l'état-major du 5e corps d'armée allemand, puis plus tard il passe chef d'état-major du Generalkommandos 66.
Il est libéré de ses engagements militaires en 1920, avec le grade de lieutenant-colonel.

## Carrière d'historien
Avec tout un groupe d'officiers d'état-major, Foerster fait partie des Archives du Reich (archives nationales allemandes) pendant l'entre-deux-guerres, assurant la fonction de directeur. Dans le cadre de ses fonctions d'officier d'état-major puis d'archiviste, Foerster a fait publier plusieurs ouvrages d'histoire militaire :
- (de) Prinz Friedrich Karl von Preußen : Denkwürdigkeiten aus seinem Leben [« Prince Frédérique Charles de Prusse, les mémoires de sa vie »], Stuttgart, DVA, 1910, 410 p. (BNF 32114312, lire en ligne).
- Mémoires du prince Frédéric-Charles de Prusse  (trad. commandant Paul Henri Corteys), Paris, Flammarion, 1913, 378 p. (BNF 37750633).
- (de) Graf Schlieffen und der Weltkrieg [« Comte Schlieffen et la Guerre mondiale »], Berlin, Verlag Mittler, 1921, 305 p. (LCCN tmp96010098, lire en ligne).
- (de) Der deutsche Zusammenbruch 1918 [« L'Effondrement de l'Allemagne en 1918 »], Berlin, Verlag Eisenschmidt, 1925.
- Le Comte Schlieffen et la guerre mondiale : La Stratégie allemande pendant la guerre de 1914-18  (trad. Louis Koeltz, préf. Maxime Weygand), Paris, Payot, 1929, 453 p. (BNF 32114306).
- (de) Moltke : Persönlichkeit und Werk [« Moltke l'Ancien, personnalité et travaux »], Berlin, Limpert Verlag, 1941, 37 p..
- (de) Der Feldherr Ludendorff im Unglück : Eine Studie über seine seelische Haltung in der Endphase des ersten Weltkrieges [« Le Général Ludendorff sous le déguisement : une étude de son attitude mentale dans les phases finales de la Première Guerre mondiale »], Wiesbaden, Limes-Verlag, 1952.
- (de) Generaloberst Ludwig Beck, Sein Kampf gegen den Krieg : aus nachgelassenen Papieren des Generalstabschefs [« Général Ludwig Beck, son combat contre la guerre : à partir de papiers posthumes de l'état-major général »], Munich, Isar-Verlag, 1953.